# Ke Jie
Ke Jie (柯洁S, Kē JiéP; 2 agosto 1997) è un goista cinese di grado 9 dan. Tra luglio 2014 e luglio 2017 è stato il goista con punteggio Elo più alto al mondo. Tra il 2015 e il 2020 ha vinto otto competizioni internazionali maggiori: quattro Coppe Samsung Fire, due Coppe Bailing, una Coppa ENN, una Coppa MLily.

## Carriera

### 2008-15: inizi della carriera e Coppa Bailing
Ke Jie ha iniziato a imparare a giocare a Go nel 2003, quando aveva 5 anni, e vinse il suo primo campionato nazionale nel 2007. Diventò un professionista nel 2008, quando aveva 10 anni ed è stato promosso a 9 dan nel 2015. Nel gennaio 2015 Ke vinse il suo primo titolo mondiale, sconfiggendo Qiu Jun 3-2 nella finale della seconda Coppa Bailing.

### 2015-16: due titoli internazionali
Nel dicembre 2015, ha sconfitto Shi Yue nella ventesima edizione della Samsung Cup, ottenendo un altro titolo internazionale.
Nel gennaio 2016, Ke vinse la seconda edizione della Mlily Cup, sconfiggendo il goista di fama mondiale Lee Sedol al quinto incontro. Secondo alcuni professionisti sudcoreani 9 dan che commentarono la partita finale, il risultato si giocò su un mezzo punto in ko e le peculiarità delle regole cinesi per il punteggio; tuttavia, altri hanno sottolineato che questo argomento è fuorviante, in quanto le differenze in komi tra i sistemi di punteggio cinese e giapponese avrebbero compensato il punto in più, portando al medesimo risultato.
L'11 febbraio sconfisse nuovamente Lee nella finale della HeSui Cup. Il 5 marzo sconfisse Lee ancora una volta nella finale della Nongshim Cup, vincendo il torneo per la squadra cinese.
Ke è diventato più il giocatore cinese più forte secondo l'associazione goistica cinese nel settembre 2015.

### 2016-17: due titoli internazionali
Nell'agosto 2016, alla terza Coppa Bailing, Ke ha sconfitto Xu Jiayang per avanzare alla semifinale, disputata al meglio delle tre partite contro Won Seong-jin. Nella prima partita, Won ha sconfitto Ke con una rimonta dopo che Ke aveva fatto errori cruciali analizzando uno scambio di territori; tuttavia, Ke è stato in grado di recuperare nella seconda partita, giocando un finale di partita molto serrato in cui ha mantenuto un vantaggio territoriale. Nella terza e decisiva partita, ha continuato a fare mosse vantaggiose durante il medio-gioco e ha mantenuto un comodo vantaggio territoriale. Ke è stato in grado di forzare un ko per il territorio di Won, e Won ha dovuto abbandonare per mancanza di minacce ko. Ke ha poi affrontato il connazionale Chen Yaoye nella finale al meglio delle cinque partite Le prime due partite sono state vinte entrambe da Chen. Nella prima, Chen ha dimostrato la sua tenacia nell'inseguire e, infine, nel controllare un vantaggio in territorio dando poche opportunità a Ke per vincere nel finale di partita. La seconda partita è stata simile alla prima, ma durante il medio-gioco, Ke ha iniziato a inseguire e attaccare il drago di Chen, costringendolo a manovrare intorno alla centro del territorio di Ke; tuttavia, Ke ha commesso un errore alla mossa 105 che ha permesso a Chen di reagire e di prendere l'iniziativa, facendo terminare la partita alla mossa 178.
Dal 31 ottobre al 2 novembre 2016, Ke ha giocato contro il suo rivale Lee Sedol durante la semifinale della ventunesima Samsung Cup. Nella prima partita dell'incontro al meglio delle tre partite, Ke ha vinto in maniera tale da lasciare a Lee poche occasioni nel finale di partita; tuttavia, durante la seconda partita, giocata immediatamente dopo la prima, Ke non è stato in grado di mantenere il suo vantaggio con il bianco e Lee è riuscito in una delle sue tipiche vittorie in recupero. La partita è iniziata in maniera equilibrata, fino a quando Ke ha acquisito un vantaggio posizionale e un vantaggio enorme in territorio, ma ha poi commesso diversi errori durante il combattimento contro il drago di Lee, nel centro del goban. Lee ha risposto con precisione e ha ribaltato il risultato, salvando le sue pietre e guadagnando un vantaggio in territorio: Lee ha concluso la seconda partita con una splendida vittoria in rimonta. Poiché il nero aveva vinto entrambe le partite per abbandono, per la terza partita è stato necessario ricorrere al sorteggio per la scelta delle pietre. Ke ha giocato con le pietre bianche nel terzo incontro ed è stato in grado di assicurarsi tutti e quattro gli angoli ottenendo un vantaggio territoriale sin dall'inizio; nel corso della partita ha dimostrato la sua capacità di invadere e ridurre il potenziale territorio di Lee, che ha iniziato a trovare difficile ottenere qualsiasi vantaggio territoriale, e ha spinto sulle debolezze del territorio bianco sperando di ribaltare la partita, ma Ke ha risposto con precisione e non lasciando alcuna opportunità a Lee. Lee si è arresto, e Ke è avanzato alle finali della Samsung Cup per il secondo anno consecutivo. Dal 6 all'8 dicembre 2016, Ke ha disputato la finale contro il connazionale Tuo Jiaxi. Dopo aver perso la prima partita con il nero, Ke ha vinto la seconda partita con il bianco e poi ha vinto la partita decisiva con il nero, difendendo con successo il suo titolo nella Samsung Cup.
Ke ha raggiunto la finale della prima ENN Cup sconfiggendo Ahn Kuk-hyun, Tang Weixing, Ida Atsushi, Xiao Lian e Li Zhe, da novembre 2016 a maggio 2017. Ke ha vinto il titolo sconfiggendo Peng Liyao 3-2 in finale nel dicembre 2017.

### Partite contro AlphaGo
Il 4 giugno 2016, in una conferenza stampa in occasione del 37° World Amateur Championship, Yang Jun an, responsabile della rappresentanza della Zhongguo Qiyuan e membro esecutivo dell'International Go Federation, ha rivelato che il programma AlphaGo avrebbe potuto disputare una partita contro Ke in futuro. Tuttavia, l'amministratore delegato di Google DeepMind, Demis Hassabis, ha risposto che non aveva ancora deciso cosa fare con AlphaGo.
All'inizio di gennaio 2017, Ke Jie ha giocato tre partite non ufficiali online contro "Master", una versione aggiornata di AlphaGo, perdendole tutte e tre. Ke ha dichiarato di avere ancora "un'ultima mossa" per sconfiggere AlphaGo. Per quanto riguarda AlphaGo, Ke Jie ha dichiarato che "si può solo imparare dalla sua filosofia strategica e non solo dalle tattiche".
Un incontro su tre partite è stato giocato da Ke Jie contro AlphaGo al Future of Go Summit a Wuzhen, dal 23 al 27 maggio 2017. Google DeepMind ha offerto 1,5 milioni di dollari al vincitore dell'incontro, mentre lo sconfitto avrebbe ricevuto 300.000 dollari per la partecipazione alle tre partite. AlphaGo ha battuto Ke Jie nella prima partita per mezzo punto; Ke Jie ha abbandonato sia la seconda sia la terza partita, dopo 156 e 209 mosse rispettivamente.

### 2018 e oltre
È stato selezionato come membro della squadra cinese ai XIX Giochi asiatici di Hangzhou 2023, dove ha partecipato sia alla competizione maschile individuale sia a quella maschile a squadre. Nella competizione individuale, Ke ha vinto sei incontri su sei, battendo tra gli altri il sudcoreano Park Jung-hwan, il taiwanese Lai Junfu, il giapponese Ichiriki Ryo e il singaporiano Kang Zhanbin. Nei quarti ha sconfitto il giapponese Shibano Toramaru, mentre in semifinale ha sconfitto nuovamente il giapponese Ichiriki. Nella finale per la medaglia d'oro, Ke è stato sconfitto dal taiwanese Xu Haohong, e ha quindi conquistato la medaglia d'argento. Nel torneo a squadre, che Ke ha disputato insieme a Li Qincheng, Zhao Chenyu, Mi Yuting, Yang Dingxin e Yang Kaiwen, la Cina è arrivata seconda nel torneo preliminare, con cinque vittorie e una sconfitta, contro la Corea del Sud; Yang ha vinto tre incontri, incluso quello contro il taiwanese Xu Jiayuan, e ne ha perso uno, contro il sudcoreano Shin Jin-seo. In semifinale la Cina ha sconfitto per 4-1 Taiwan: Ke ha sconfitto nuovamente Xu Jiayuan. Nella finale per la medaglia d'oro tra Cina e Corea del Sud, Ke ha perso contro Shin Min-jun; la Corea del Sud ha vinto 4-1 e la Cina ha conquistato la medaglia d'argento. A ottobre ha perso per la seconda volta la finale del Guoshou, sempre contro Ding Hao; a novembre ha perso la finale della trentatreesima edizione del Mingren, sconfitto per 1-2 da Mi Yuting.
Nel corso della 10ª edizione della Ing Cup del 2024 è arrivato in semifinale, dove è stato sconfitto per 1–2 dal giapponese Ichiriki Ryo.
A gennaio 2025 ha perso la 29ª edizione della LG Cup contro il sudcoreano Byun Sang-il. La finale, al meglio dei tre incontri, si è conclusa in modo estremamente controverso, e Byun è stato dichiarato campione nonostante non abbia mai sconfitto il suo avversario: il risultato della finale è infatti stato influenzato dall’applicazione di regole sudcoreane introdotte nel corso dell'evento, che hanno fatto perdere a Ke la seconda partita per squalifica e la terza per forfait.

## Stile
Lo stile di gioco di Ke Jie è caratterizzato da un giudizio posizionale e una capacità di lettura accurati. La lettura di Ke è sia affidabile sia veloce. In una partita utilizza regolarmente meno tempo dei suoi avversari. Non vi è alcuna significativa debolezza nel gioco di Ke. Tuttavia, di tanto in tanto gioca con noncuranza quando si trova in vantaggio posizionale, senza una lettura profonda.
Dopo la sconfitta contro AlphaGo, Ke Jie ha studiato le partite del programma per trovare l'ispirazione per nuove strategie, e ha adottato uno stile di gioco orientato al territorio. Il bagaglio delle aperture di Ke è profondamente influenzato dalla nuova generazione di programmi di Go, vale a dire AlphaGo, FineArt, Zen e CGI. In seguito ha ottenuto una striscia di 22 vittorie consecutive contro avversari umani.

## Sequenza delle promozioni
- 1-dan: 2008
- 2-dan: 2010
- 3-dan: 2011
- 4-dan: 2012
- 9-dan: 2015 (per la vittoria nella Coppa Bailing contro Qiu Jun)

## Palmarès
È il quinto giocatore per numero totale di titoli in Cina ed è il quarto per numero di titoli internazionali.
| Nazionali                             | Nazionali                  | Nazionali      |
| Titolo                                | Vittorie                   | Secondi posti  |
| ------------------------------------- | -------------------------- | -------------- |
| Tianyuan                              |                            | 1 (2014)       |
| Coppa Weifu Fangkai                   | 1 (2015)                   |                |
| Liguang Cup                           | 1 (2015)                   |                |
| Baiyunshan Cup                        | 1 (2015)                   | 1 (2016)       |
| Quzhou-Lanke Cup                      |                            | 2 (2016, 2018) |
| Coppa Ahan Tongshan                   | 2 (2014, 2016)             | 1 (2017)       |
| Giochi nazionali del PRC - Go Torneo  | 1 (2017)                   |                |
| Longxing                              | 3 (2017, 2018, 2020)       |                |
| Weiqi Rally Tournament                | 2 (2017, 2018)             |                |
| Qiwang Sudorientale                   | 2 (2019, 2022)             |                |
| Qisheng                               | 2 (2019, 2021)             |                |
| Changqi Cup                           | 1 (2019)                   |                |
| CCTV Cup                              | 1 (2021)                   |                |
| Guoshou                               |                            | 2 (2021, 2023) |
| Mingren                               |                            | 1 (2023)       |
| Totale                                | 17                         | 8              |
| Continentali                          |                            |                |
| Titolo                                | Vittorie                   | Secondi posti  |
| Agon Cup Cina-Giappone                | 2 (2014, 2016)             |                |
| Ryusei Cina-Giappone                  |                            | 1 (2018)       |
| Ryusei Cina-Giappone-Corea            | 1 (2019)                   |                |
| Totale                                | 3                          | 1              |
| Internazionali                        |                            |                |
| Titolo                                | Vittorie                   | Secondi posti  |
| MLily Cup                             | 1 (2016)                   |                |
| LG Cup                                |                            | 1 (2025)       |
| Coppa Limin                           | 1 (2017)                   |                |
| IMSA Elite Mind Games, blitz maschile | 1 (2017)                   |                |
| ENN Cup                               | 1 (2017)                   |                |
| Samsung Cup                           | 4 (2015, 2016, 2018, 2020) |                |
| Coppa Bailing                         | 2 (2015, 2019)             | 1 (2016)       |
| World Go Championship                 |                            | 1 (2019)       |
| Totale                                | 10                         | 3              |
| Totale In carriera                    |                            |                |
| Totale                                | 30                         | 12             |